# Херсонка (Новосибирская область)
Херсо́нка — деревня в Убинском районе Новосибирской области. Входит в состав Раисинского сельсовета.

## География
Площадь деревни — 28 гектаров.

## Население
| 2002 | 2007 | 2010 |
| ---- | ---- | ---- |
| 135  | ↗144 | ↘114 |

## Инфраструктура
В деревне по данным на 2007 год функционируют 1 учреждение здравоохранения и 1 учреждение образования.